# St. Andreas und Matthias (Lich-Steinstraß)

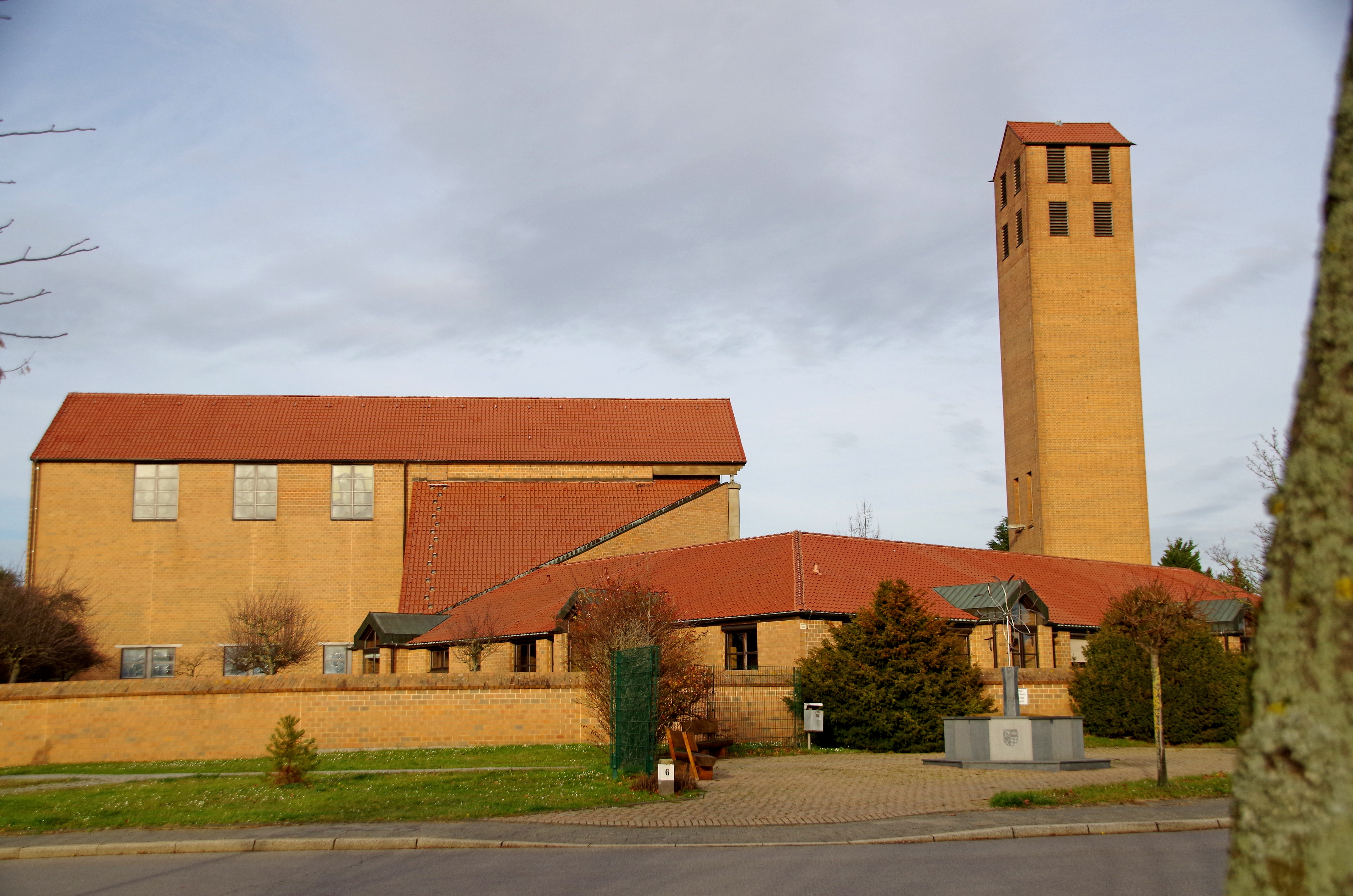
St. Andreas und Matthias, Südseite mit Andreasstraße

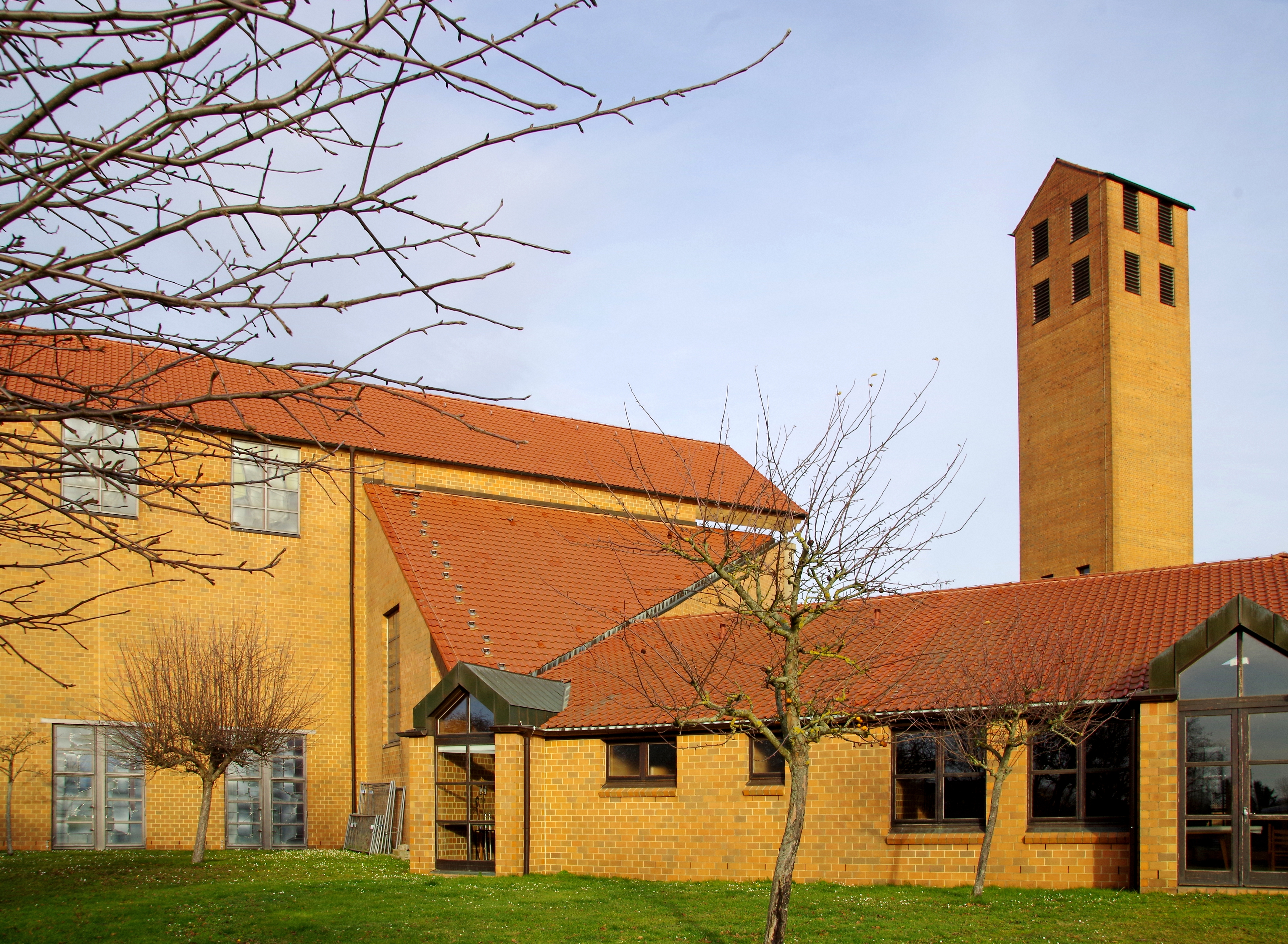

St. Andreas und Matthias ist eine römisch-katholische Filialkirche im Jülicher Stadtteil Lich-Steinstraß im Kreis Düren in Nordrhein-Westfalen. Die Kirche ist dem hl. Apostel Andreas und dem hl. Apostel Matthias geweiht. Sie gehört zur Jülicher Großpfarre Heilig Geist. 

## Geschichte
Die Kirche wurde in den Jahren 1986–1988 nach Plänen des Mönchengladbacher Architekten Heinz Döhmen (1927–2019) errichtet. Die Kirche ist der Ersatz für die alte Pfarrkirche von Lich, die 1986 dem Tagebau Hambach weichen musste. Die Kirche ist ein einschiffiger Bau aus Beton und Backstein mit einem freistehenden Glockenturm.

## Ausstattung
In der Kirche befinden sich noch einige Ausstattungsstücke aus der alten Kirche, wie Fenster von Paul Franz Bonnekamp und Johannes Beeck, beide um 1955, gestaltet. Die restlichen Fenster stammen von Hubert Spierling aus dem Jahr 1988.

### Orgel
Die Orgel ist ein Werk der Orgelbaufirma Georges Heintz von 1992 und besitzt 21 Register. Sie wurde mit Schleifladen erbaut. Das Instrument hat mechanische Spiel- und Registertrakturen.
| I Hauptwerk C–g3 |            |       |
| 1.               | Trompette  | 8′    |
| 2.               | Mixtur IV  | 1 ⁄3′ |
| 3.               | Doublette  | 2′    |
| 4.               | Prestant   | 4′    |
| 5.               | Principal  | 8′    |
| 6.               | Rohrflöte  | 8′    |
| 7.               | Flûte      | 4′    |
| 8.               | Cornet 5f. | 8′    |

| II Oberwerk C–g3 |               |        |
| (9.)             | Tremulant     |        |
| 10.              | Cromorne      | 8′     |
| 11.              | Larigot       | 1 ⁄3′  |
| 12.              | Flageolet     | 2′     |
| 13.              | Tierce        | 1 3⁄5′ |
| 14.              | Nazard        | 2 ⁄3′  |
| 15.              | Flûte conique | 4′     |
| 16.              | Bourdon       | 8′     |
| 17.              | Salicional    | 8′     |
| 18.              | Bifara        | 8′     |

| Pedal C–f1 |                        |     |
| 19.        | Fagottbaß              | 8′  |
| 20.        | Principalbaß (= Nr. 5) | 8′  |
| 21.        | Subbaß                 | 16′ |
| 22.        | Bourdonbaß             | 8′  |

- Koppeln: II/I, I/P, II/P
- Spielhilfen: Koppeltritte

Die Register 12 bis 16 bilden ein Cornet 5f. im Oberwerk.